# Amapá (kommun)
Amapá är en kommun i Brasilien.   Den ligger i delstaten Amapá, i den norra delen av landet, 2 000 km norr om huvudstaden Brasília. Antalet invånare är 8 005.
I omgivningarna runt Amapá växer i huvudsak städsegrön lövskog. Trakten runt Amapá är nära nog obefolkad, med mindre än två invånare per kvadratkilometer.